# Xylopsocus acutespinosus
Xylopsocus acutespinosus är en skalbaggsart som beskrevs av Pierre Lesne 1906. Xylopsocus acutespinosus ingår i släktet Xylopsocus och familjen kapuschongbaggar. Inga underarter finns listade i Catalogue of Life.